# Achis
Achis, o Abimelech, (dall'ebraico Ākīsh, in greco antico Ἀγχοῦς; fl. X secolo a.C.), era un re filisteo di Gat, figlio di Maaca. Il fedele leader delle sue truppe era il famoso gigante Golia.

## Storia
Per sfuggire alle persecuzioni di Saul, Davide si rifugiò più volte presso di lui. La prima volta, Davide dovette fingersi pazzo. Una seconda volta si rifugiò con i suoi uomini per un anno e quattro mesi, divenendo per quel periodo suo vassallo. Il sovrano gli concesse la città filistea di Ziklag e un piccolo esercito, con il quale il futuro re compì numerose razzie contro i Ghesuriti, i Ghirziti e gli Amaleciti. Dopo che Davide si attirò l'odio d'Israele attraverso le scorrerie, Achis decise di nominarlo sua guardia del corpo. Tuttavia gli altri capi Filistei non si fidavano di Davide, e pressarono il re affinché venisse mandato via prima della battaglia con Israele.
Quarantatré anni dopo, i due servi di Simei fuggirono presso Achis, ma Simei, una volta arrivato a Gat, li ricondusse presso di sé.

## Fonti bibliche
- Antico Testamento, 1 Samuele 21,11-15[2]; 27[3]; 28:1-2[4]; 29[5].
- Antico Testamento, 1 Re 2,39-40[6].